# Тинсли, Джамаал
Джамаал Ли Тинсли (англ. Jamaal Lee Tinsley, родился 28 февраля 1978, в Бруклине, штат Нью-Йорк, США) — американский профессиональный баскетболист, в последнее время выступавший в Национальной баскетбольной ассоциации за команду «Юта Джаз». Играет на позиции разыгрывающего защитника. Выступал за клубы «Индиана Пэйсерс», Мемфис Гриззлисс» и «Лос-Анджелес Ди-Фендерс» из Лиги развития НБА.

## Профессиональная карьера

### Индиана Пэйсерс (2001—2009)
Тинсли был выбран клубом «Мемфис Гриззлис» на драфте НБА 2001 года в первом раунде под общим 27-м номером и в тот же день был обменян в начале в «Атланту Хокс», а затем в «Индиану Пэйсерс».
Уже в дебютном сезоне Тинсли зарекомендовал себя хорошо и получил место в стартовом составе, набирая в среднем за игру 9,4 очка и делая 8,1 передачу. 16 ноября 2001 в матче против «Миннесоты Тимбервулвз» набрал 12 очков и сделал 9 подборов, 15 передач, 6 перехватов и 5 блок-шотов, став 5-м игроком в истории НБА с 1985 года, сделавшим файв-бай-файв. В сезоне 2003/04 вместо Айзеи Томаса место главного тренера занял Рик Карлайл, отдав место стартового разыгрывающего ветерану Кенни Андерсону, а ему на замену стал выпускать Энтони Джонсона. Однако, когда Андерсон и Джонсон выбыли из-за травм, Тинсли вновь заполучил место в стартовом составе. В плей-офф 2004 года «Пэйсерс» дошли до финала Восточной конференции, а Тинсли выходил в стартовом составе во всех 16 играх.
Практически весь сезон 2004/05 Тинсли был вынужден пропустить из-за ушиба левой ноги. Он также пропустил первые 4 игры плей-офф и вышел только в 5 игре. 3 мая 2005 года Тинсли сделал 7 передач, 5 перехватов и набрал 6 очков, повторив рекорд игр плей-офф этого года по перехватам и установив свой личный рекорд. В сезоне 2007/08 он продолжил испытывать проблемы со здоровьем, выйдя на площадку всего в 39 играх сезона, однако показал наивысшую в своей карьере среднюю результативность по передачам — 8,4. В сезоне 2008/09 Тинсли вновь потерял место в стартовом составе, уступив её Ти Джей Форду. Генеральный менеджер команды Ларри Бёрд сообщил ему, что в этом сезоне он не будет выступать за команду и «Пэйсерс» ищут возможность продать его, поэтому Тинсли попросил своего агента выкупить свой контракт. А 11 февраля 2009 года Ассоциация игроков НБА по поводу Тинсли подала жалобу на «Пэйсерс» и 22 июля 2009 года «Пэйсерс» официально отказались от него.

### Мемфис Гриззилс (2009—2011)
14 ноября 2009 года он подписал контракт с «Мемфис Гриззлис» в качестве свободного агента. Генеральный менеджер клуба Крис Уоллес заявлял, что он «был лучшим предложением среди доступных игроков». Хотя руководство команды не гарантировало ему место в стартовом составе, оно пообещало ему, что он сможет побороться за него.

### Лос-Анджелес Ди-Фендерс (2011)
3 ноября 2011 года Тинсли был выбран клубом «Лос-Анджелес Ди-Фендерс» под 1-м номером на драфте Лиги развития НБА. За 8 игр в команде его средняя результативность составила 9,9 очка, 3,1 подбора и 7,6 передачи за игру.

### Юта Джаз (2011—2013)
12 декабря 2011 года Тинсли подписал контракт с клубом «Юта Джаз».

## Статистика

### Статистика в НБА
| Сезон                                                                                    | Команда | Регулярный сезон | Регулярный сезон | Регулярный сезон | Регулярный сезон | Регулярный сезон | Регулярный сезон | Регулярный сезон | Регулярный сезон | Регулярный сезон | Регулярный сезон | Регулярный сезон | Серия плей-офф | Серия плей-офф | Серия плей-офф | Серия плей-офф | Серия плей-офф | Серия плей-офф | Серия плей-офф | Серия плей-офф | Серия плей-офф | Серия плей-офф | Серия плей-офф |
| Сезон                                                                                    | Команда | GP               | GS               | MPG              | FG%              | 3P%              | FT%              | RPG              | APG              | SPG              | BPG              | PPG              | GP             | GS             | MPG            | FG%            | 3P%            | FT%            | RPG            | APG            | SPG            | BPG            | PPG            |
| ---------------------------------------------------------------------------------------- | ------- | ---------------- | ---------------- | ---------------- | ---------------- | ---------------- | ---------------- | ---------------- | ---------------- | ---------------- | ---------------- | ---------------- | -------------- | -------------- | -------------- | -------------- | -------------- | -------------- | -------------- | -------------- | -------------- | -------------- | -------------- |
| 2001/02                                                                                  | Индиана | 80               | 78               | 30,5             | 38,0             | 24,0             | 70,4             | 3,7              | 8,1              | 1,7              | 0,5              | 9,4              | 5              | 5              | 17,6           | 42,1           | 0,0            | 66,7           | 2,0            | 5,0            | 0,4            | 0,0            | 3,6            |
| 2002/03                                                                                  | Индиана | 73               | 69               | 30,6             | 39,6             | 27,7             | 71,4             | 3,6              | 7,5              | 1,7              | 0,2              | 7,8              | 6              | 6              | 30,8           | 57,1           | 61,5           | 50,0           | 3,0            | 6,5            | 0,7            | 0,0            | 8,5            |
| 2003/04                                                                                  | Индиана | 52               | 43               | 26,5             | 41,4             | 37,2             | 73,1             | 2,6              | 5,8              | 1,6              | 0,3              | 8,3              | 16             | 16             | 26,4           | 39,8           | 29,6           | 93,8           | 2,9            | 5,0            | 1,8            | 0,2            | 8,1            |
| 2004/05                                                                                  | Индиана | 40               | 40               | 32,6             | 41,8             | 37,2             | 74,4             | 4,0              | 6,4              | 2,0              | 0,3              | 15,4             | 9              | 9              | 27,4           | 36,0           | 11,1           | 57,1           | 3,3            | 5,7            | 1,6            | 0,3            | 8,7            |
| 2005/06                                                                                  | Индиана | 42               | 27               | 26,7             | 40,9             | 22,9             | 63,7             | 3,2              | 5,0              | 1,2              | 0,1              | 9,3              | 1              | 0              | 7,3            | 33,3           | 0,0            | -              | 0,0            | 1,0            | 1,0            | 0,0            | 2,0            |
| 2006/07                                                                                  | Индиана | 72               | 72               | 31,2             | 38,9             | 31,6             | 72,0             | 3,3              | 6,9              | 1,6              | 0,3              | 12,8             | Не участвовал  | Не участвовал  | Не участвовал  | Не участвовал  | Не участвовал  | Не участвовал  | Не участвовал  | Не участвовал  | Не участвовал  | Не участвовал  | Не участвовал  |
| 2007/08                                                                                  | Индиана | 39               | 36               | 33,2             | 38,0             | 28,4             | 72,0             | 3,6              | 8,4              | 1,7              | 0,3              | 11,9             | Не участвовал  | Не участвовал  | Не участвовал  | Не участвовал  | Не участвовал  | Не участвовал  | Не участвовал  | Не участвовал  | Не участвовал  | Не участвовал  | Не участвовал  |
| 2009/10                                                                                  | Мемфис  | 38               | 1                | 15,5             | 37,1             | 17,9             | 81,5             | 1,7              | 2,8              | 0,9              | 0,1              | 3,5              | Не участвовал  | Не участвовал  | Не участвовал  | Не участвовал  | Не участвовал  | Не участвовал  | Не участвовал  | Не участвовал  | Не участвовал  | Не участвовал  | Не участвовал  |
| 2011/12                                                                                  | Юта     | 37               | 1                | 13,7             | 40,4             | 27,0             | 76,5             | 1,2              | 3,3              | 0,5              | 0,2              | 3,7              | 4              | 0              | 16,2           | 25,0           | 25,0           | 100,0          | 0,5            | 3,0            | 0,5            | 0,0            | 3,8            |
| 2012/13                                                                                  | Юта     | 66               | 32               | 18,5             | 36,8             | 30,7             | 69,2             | 1,7              | 4,4              | 1,0              | 0,2              | 3,5              | Не участвовал  | Не участвовал  | Не участвовал  | Не участвовал  | Не участвовал  | Не участвовал  | Не участвовал  | Не участвовал  | Не участвовал  | Не участвовал  | Не участвовал  |
| 2013/14                                                                                  | Юта     | 8                | 5                | 13,8             | 20,0             | 6,7              | -                | 1,4              | 2,9              | 0,3              | 0,0              | 1,1              | Не участвовал  | Не участвовал  | Не участвовал  | Не участвовал  | Не участвовал  | Не участвовал  | Не участвовал  | Не участвовал  | Не участвовал  | Не участвовал  | Не участвовал  |
|                                                                                          | Всего   | 547              | 404              | 26,4             | 39,3             | 29,9             | 71,6             | 2,9              | 6,1              | 1,4              | 0,3              | 8,5              | 41             | 36             | 24,7           | 39,8           | 29,3           | 72,0           | 2,6            | 5,1            | 1,2            | 0,1            | 7,1            |
| Наведите курсор мыши на аббревиатуры в заголовке таблицы, чтобы прочесть их расшифровку. |         |                  |                  |                  |                  |                  |                  |                  |                  |                  |                  |                  |                |                |                |                |                |                |                |                |                |                |                |